# Винт (простейший механизм)

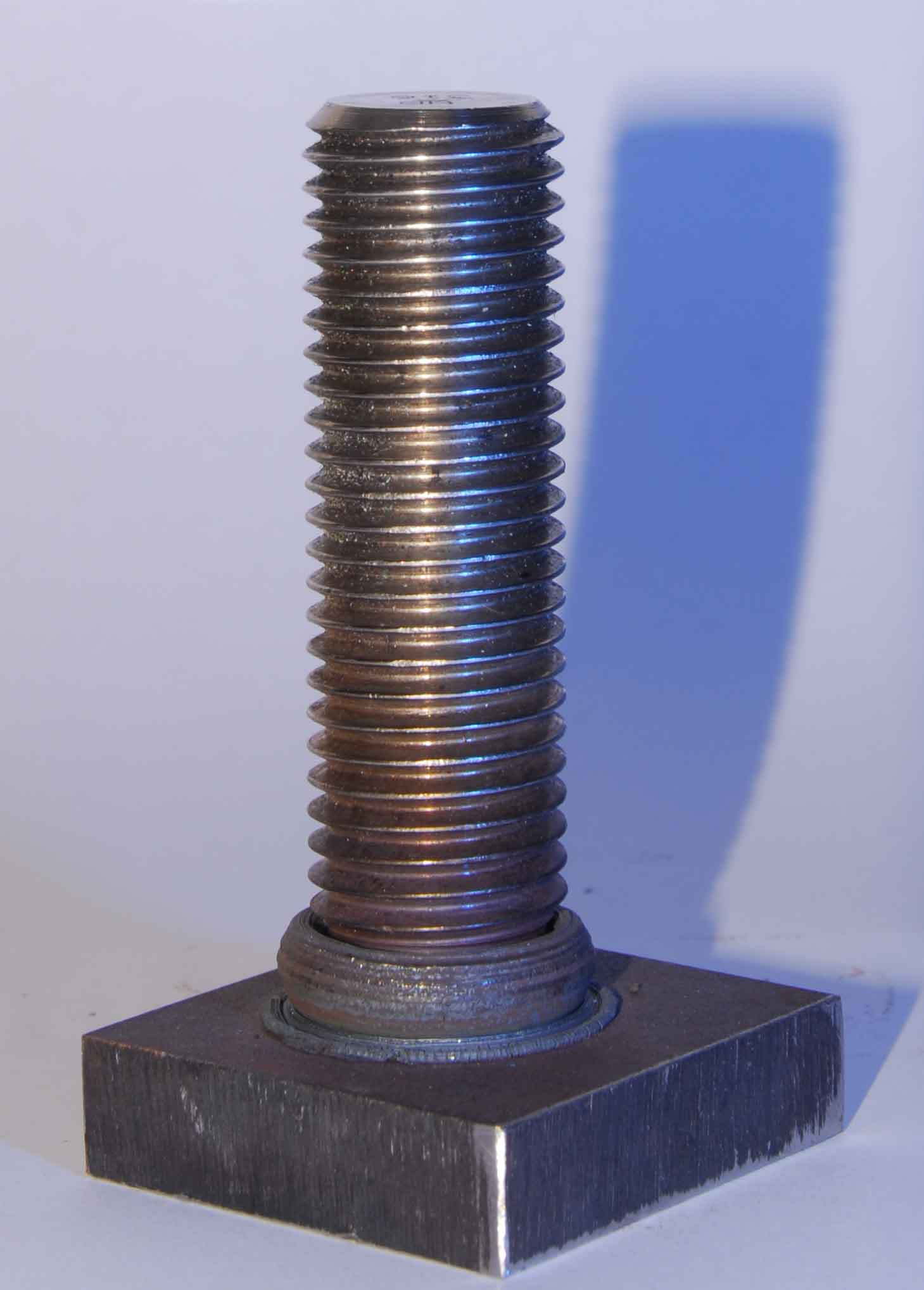
Винт

Винт (шнек, от gewinde с нем. — «нарезка», «резьба», через польское gwint) — простейший механизм, деталь (машины) цилиндрической, конической формы с винтовой поверхностью или лопастями. Резьба винта, в сущности, представляет собой другой простейший механизм — наклонную плоскость, многократно обёрнутую вокруг цилиндра.
Примеры простых устройств с винтовой резьбой — домкрат, болт с гайкой, тиски.
Идеальный выигрыш в силе равен отношению расстояния, проходимого точкой приложения усилия за один оборот винта (длины окружности), к расстоянию между двумя соседними витками резьбы (шаг резьбы).
Винты подразделяют на
- ходовой
- силовой
- микрометрический
- крепежный
- установочный

и т. д..
Первый винт был запатентован в 1784 году.